# Beppe Costa (acteur)
Beppe Costa (uitspr.: [ˈbɛppe ˈkɔsta]; Caluso, 1956) is een Nederlands acteur van Italiaanse afkomst. Hij werkt ook als componist en documentairemaker. Hij is bekend door zijn gedrongen gestalte en Italiaanse accent.
Costa begon als folkmuzikant in Noord-Italië en kwam in 1984 naar Nederland. Hij speelde in het theater met Orkater en het RO theater. Hij trad op in televisieprogramma's als Koefnoen, 't Schaep met de 5 pooten en Villa Achterwerk. Bij het familiepubliek is hij bekend als 'de ingenieur' in de film Ja zuster, nee zuster uit 2002. Hij had in 2012 een rol in de film Koning van Katoren. Vanaf 2018 is Costa verbonden aan theatergezelschap Tryater uit Leeuwarden.
Costa is naast zijn film en tv carrière ook bekend van zijn rol als Merlijn de Tovenaar in de attractie Merlin's Magic Castle in Walibi Holland.

## Filmografie
- Hoogste tijd - Caccini (1995)
- Linda, Linda (1995)
- Kleine Teun - Verger (1998)
- Luifel & Luifel - Antonio (2001)
- Achttien - Schoolconciërge (2002)
- Kwartelhof - Keeper (2002)
- Ja zuster, nee zuster - Ingenieur (2002)
- Gebakken mannetjes - Verschillende rollen (2002)
- Floris - Chirurgijn (2004)
- Gezocht: man - Bert (2005)
- Valse wals (2005)
- Koefnoen - Verschillende rollen (2006-2007)
- 't Schaep met de 5 pooten - Pablo (2007)
- Bernhard, schavuit van Oranje - Alfredo Stroessner (2010)
- Het geheim - Chef Koos (2010)
- Koning van Katoren - Burgemeester Afzette Rije (2012)
- Valentino - Salvatore (2013)
- Bannebroek's got talent - Freddy Santini (2014)
- Meet me in Venice - Mauro (2015)
- La Famiglia - Italiaanse stamgast Nino (2016)
- Flikken Maastricht - Herbert Ferrara (2021)

## Theater
Theaterwerk vanaf 2000:
- Fuego peligroso - Orkater - 2000
- Conijn van Olland - Orkater - 2000
- De gouden eeuw - Orkater - 2002
- Ik - over geluk, egoïsme en domheid - Orkater - 2004
- Bandloopt 42 - Orkater - 2005
- Baas Ben - CV De Brandstichting - 2006
- Dogville - RO Theater - 2006
- Bloedband - Orkater - 2007
- Baal - RO Theater - 2008
- Sexappeal - mugmetdegoudentand - 2008
- Welk stuk? - Frascati Producties - 2008
- Een blauwe vrijdag - Orkater - 2009
- De Gebroeders Karamazov - RO Theater - 2009
- De meisjes van Mussolini - Orkater - 2010
- Fanny en Alexander - De Toneelmakerij - 2011
- Das Leben auf der Praça Roosevelt - RO Theater - 2012
- Heimwee - RO Theater - 2012
- Vreugdetranen drogen snel - RO Theater - 2013
- Vroeger was ik kosmonaut - Beppe Costa - 2014
- Metro - De Toneelmakerij - 2014
- Ochtendzee - Meral's Harem - 2015
- Vivaldi, Venetië, vondelingen - Alles Voor De Kunsten - 2017
- Wereldburgers van de Voorstreek - Tryater - 2018
- Dorp Europa - Tryater - 2018
- 1000&1 nacht - Tryater - 2020
- Romte -Tryater - 2022
- De Kersentuin - Toneelgroep Maastricht - 2023